# Péninsule de Guanahacabibes
La péninsule de Guanahacabibes est une péninsule à l'extrême ouest de Cuba dans la municipalité de Sandino, province de Pinar del Río.

## Géographie
Le cap San Antonio en forme la pointe ouest et le cap Corrientes la pointe sud-ouest — avec la baie de Corrientes entre les deux. La baie de Guadiana (es) est au nord de la péninsule.
Le cap San Antonio porte le phare Roncali.

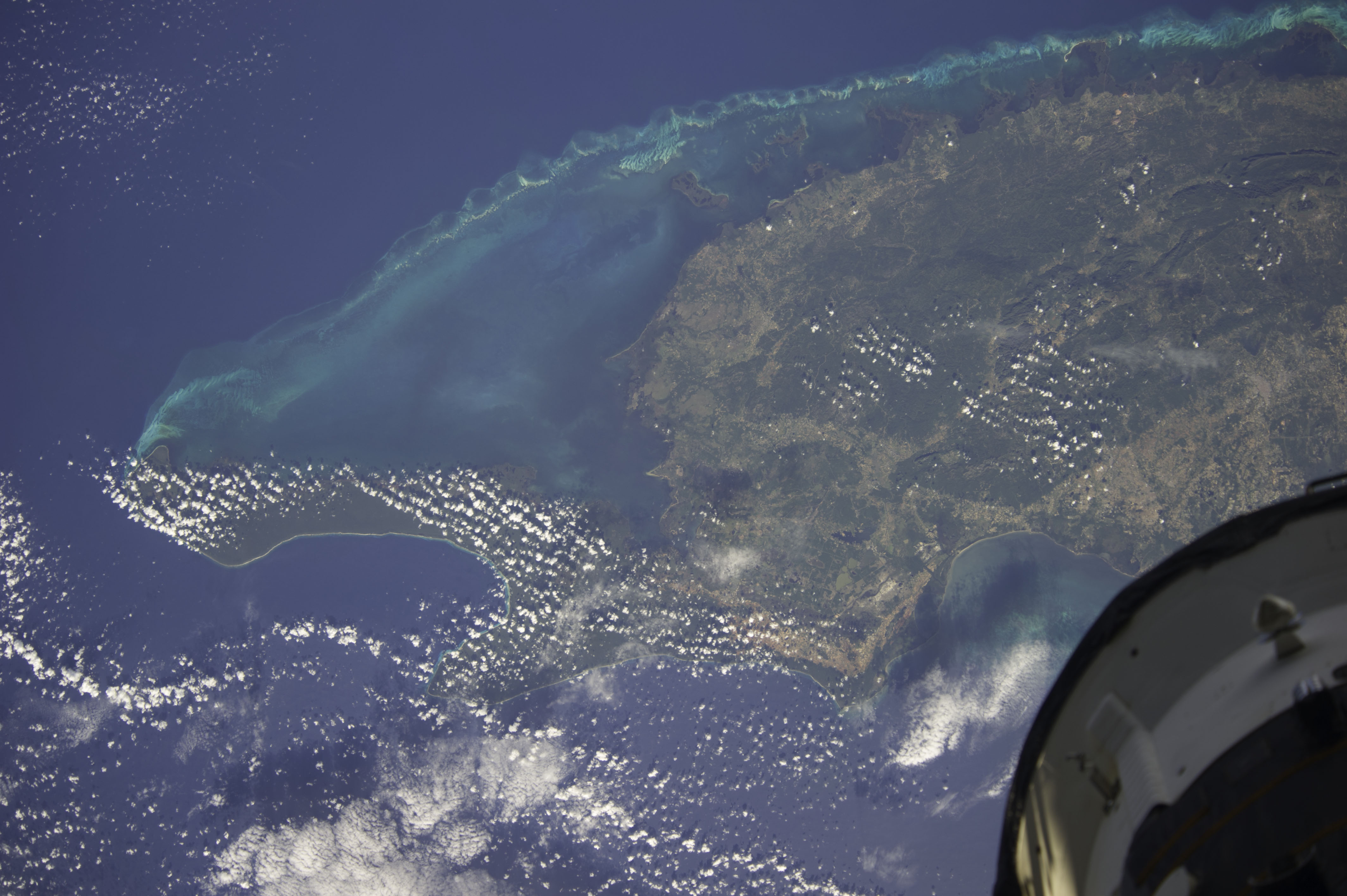
péninsule de Guanahacabibes et collier de récifs submergés la reliant à l'archipel des Colorados et fermant la baie de Guadiana (es)

## Réserve de biosphère et parc national
L'ensemble de la péninsule est classée Réserve de biosphère par l'UNESCO depuis 1987. 
Une partie de la péninsule (côte sud et sud-ouest et une partie de la côte nord) forme le parc national de Guanahacabibes (Parque Nacional Península de Guanahacabibes), une aire marine protégée créée en 2001 sous le nom de « Péninsule de Guanahacabibes ».

## Histoire

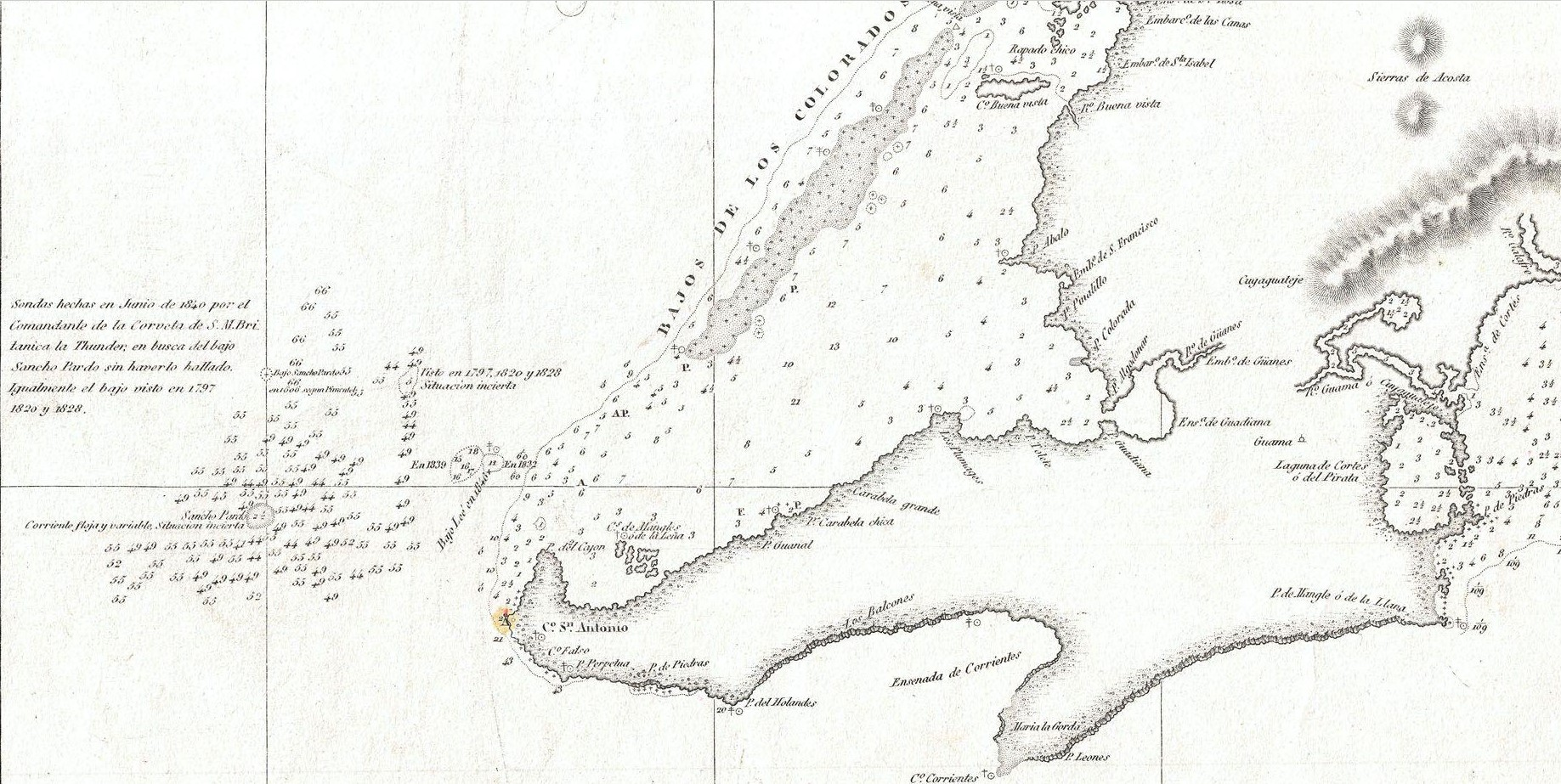
Carte espagnole de la péninsule de Guanahacabibes, 1834 :
mesures bathymétriques et phare de San Antonio indiqué en jaune.

La péninsule fut le dernier refuge des aborigènes fuyant les conquistadors espagnols et comporte près de 140 sites archéologiques liés à eux, connus comme les Guanajatabeyes.[réf. nécessaire] Une carte établie en 1834 indique la laguna de Cortes o del Pirata (voir ci-dessous), rappelant la fréquentation des lieux par pirates et corsaires ; des plongées sous-marines dans certains sites de María la Gorda permettent de voir les vestiges des rencontres passées entre pirates et corsaires, qui ont laissé épaves de galions, ancres et autres canons.